# Didier Ratsiraka
Didier Ratsiraka (ur. 4 listopada 1936 w Vatomandry, zm. 28 marca 2021 w Antananarywie) – malgaski polityk i wojskowy, znany jako „czerwony admirał”, w latach 1975–1993 i 1997–2002 prezydent Madagaskaru

## Życiorys
Urodził się w 1936 roku. Pochodził z ludu Betsimisaraka. Służył w marynarce Madagaskaru, gdzie dosłużył się stopnia kapitana. Władzę objął w czerwcu 1975 roku w wyniku rozgrywek wewnątrz wojska które rządziło krajem od 1972 roku. O jego wyborze przez armię zaważyło pochodzenie Ratsiraka (był on jednym z côtiers) i socjalistyczne sympatie (został przez to zaakceptowany przez grupy kontestujące poprzedni model ustrojowy). Rządy objął jako przewodniczący Najwyższej Rady Rewolucyjnej. Wybór wojska zatwierdziło referendum, które odbyło się w grudniu tego samego roku. Odtąd sprawował on formalnie urząd prezydenta. Zmiany jakie wówczas nastąpiły dały początek „Drugiej Republice“. 
„Czerwony admirał” zapowiedział przeprowadzenie na wyspie socjalistycznej rewolucji. Ogłosił Kartę Malgaskiej Rewolucji Socjalistycznej, określaną jako „Czerwona książka” („Boky Mena”). Karta głosiła potrzebę budowy społeczeństwa, opartego na „pięciu filarach rewolucji” (byli to chłopi i robotnicy, młodzi intelektualiści, kobiety, armia oraz Najwyższa Rada Rewolucyjna). „Czerwona książka“ definiowała socjalizm jako jedyną drogę do szybkiego rozwoju gospodarczego i kulturalnego. Ukierunkowała nową politykę zagraniczną, opartą na niezaangażowaniu. W polityce wewnętrznej natomiast głosiła decentralizację oraz wprowadzenie gospodarki planowej.
Po ogłoszeniu programu Ratsiraka od razu przystąpił do jego realizacji. Jego rząd ku uciesze nacjonalistów przejął należące do Francji gałęzie gospodarki i kontynuował proces uniezależnienia się od byłej metropolii. Likwidacji uległy także amerykańska stacja satelitarna. Kosztem relacji z Zachodem pogłębił współpracę z blokiem wschodnim i ZSRR. W polityce wewnętrznej zawiesił działalność partii politycznych i wprowadził nową konstytucję która poszerzała jego uprawnienia. Oprócz tego ogłosił zakończenie stanu wojennego (wprowadzonego w 1972), pozostawiając sobie jednak prawo do cenzury mediów. W marcu 1976 roku zdecydował się poszerzyć rząd o cywili. Utworzona została reprezentująca rząd partia Stowarzyszenie na rzecz Odrodzenia Madagaskaru (AREMA). Stała się ona jedną z sześciu organizacji tworzących koalicję, Narodowy Front na rzecz Obrony Rewolucji (FNDR). Na czele koalicji stanął sam prezydent. Od 1977 FNDR był dominującą siłą, która kontrolowała rząd. 
Jeszcze w 1978 roku po społecznych protestach zdecydował się na liberalizację gospodarki. Reformy gospodarcze odbyły się z pomocą Międzynarodowego Funduszu Walutowego. Politykę tę kontynuowano w latach 80. Na ten okres przyszło ponowne ożywienie stosunków z Francją i przywrócenie gospodarki wolnorynkowej. Prezydent zyskał reelekcję w 1982 i 1989, niemniej jednak jego poparcie było coraz mniejsze. W 1982 wyniosło ono 80% (przy 95% w 1975) a w 1989 zaledwie 63%. Po zamieszkach w 1989 roku zgodził się na liberalizację systemową. Jeszcze w tym roku zniósł cenzurę. Wraz z rozpadem ZSRR nastawił kraj na współpracę z byłą metropolią. W latach 1990–91 doszło do masowych demonstracji i strajku generalnego. W 1990 roku zrezygnował ze stanowiska przewodniczącego FNDR. W 1991 roku zalegalizował działalność ruchów opozycyjnych a w grudniu tegoż roku podpisał porozumienia o rozwiązaniu Najwyższej Rady Rewolucyjnej i parlamentu. W 1992 roku odbyło się referendum na mocy którego przyjęto nową konstytucję. Nowy dokument państwowy przesądził o odstąpieniu od systemu socjalistycznego i ograniczał uprawnienia prezydenta. Ratsiraka zgodził się na przeprowadzenie wolnych wyborów i zaprosił do rządu przedstawicieli opozycji.
W 1993 roku przegrał wybory prezydenckie z przywódcą opozycji Albertem Zafy. Również nowa partia byłego prezydenta, Mouvement Militant pour le Socialisme Malgache (MMSM), poniosła wyborczą porażkę. Po przegranych wyborach utworzył ugrupowanie Awangarda na Rzecz Ożywienia Gospodarczego i Społecznego. W lipcu 1996 roku parlament zmusił prezydenta Zafy do ustąpienia ze stanowisko po tym gdy przekroczył on własne uprawnienia. W listopadzie 1996 roku odbyły się przedterminowe wybory które wygrał Ratsiraka (w drugiej turze zdobył 50,7% głosów). W wyborach parlamentarnych w 1998 roku najwięcej miejsc zdobyła AREMA sprzymierzona z Ratsiraką. W tym samym roku prezydent przeforsował referendum które poszerzało zakres jego uprawnień. Po niepokojach społecznych wynikających z pogarszającego się stanu gospodarczego ogłosił przedterminowe wybory prezydenckie. Odbyły się w grudniu 2001 roku. W ich następstwie zwycięzcą ogłosił się zarówno Ratsiraka jak i jego rywal, Marc Ravalomanana. W kraju wybuchł kryzys konstytucyjny. Powstały dwa ośrodki władzy prezydenckiej: dotychczasowy prezydent, popierany przez Malgaszów z wybrzeża, urzędował w mieście Mahajanga, grożąc utworzeniem odrębnego państwa; Ravalomanana, mający oparcie w mieszkańcach wnętrza kraju, przy poparciu Sądu Najwyższego sprawował władzę w centrum Madagaskar. Po mediacjach OJA konflikt zakończył się w połowie 2002 wyjazdem Ratsiraki do Francji.
W 2003 został skazany zaocznie na 10 lat ciężkich robót za defraudację publicznych pieniędzy. W 2011 roku został oczyszczony z zarzutów i pozwolono mu na powrót do kraju.